# Gallo (språk)

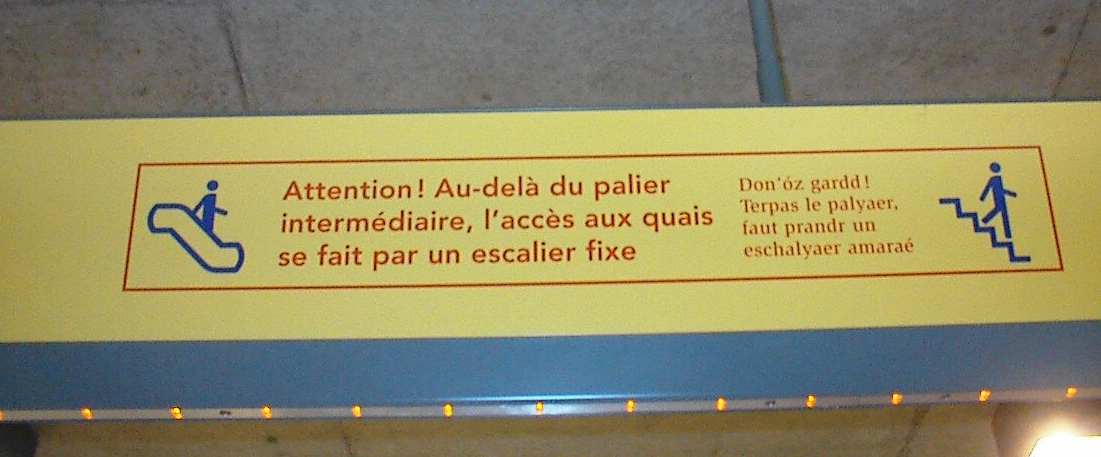
Tvåspråkig skylt i Rennes.

Gallo är en variant av franska, som talas i östra Bretagne (Haute-Bretagne). Till skillnad från bretonska, som är ett keltiskt språk, tillhör gallo den romanska språkgruppen. Gallo tillhör dialektgruppen langue d'oïl och ska inte förväxlas med den bretonska som talas i Västbretagne, eller med den regionala varianten av franska som nästan helt har ersatt gallo. Sedan 1970-talet har gallorörelsen sökt ett offentligt erkännande och i dag kan lärare få det statliga Certificat d’Aptitude à l’Enseignement du Gallo. Möjligheten finns också att välja att läsa gallo på vissa gymnasier. Gallo används dock nästan inte alls som ett talat språk i dag.